# フランシス・ニーダム (初代キルモリー伯爵)
初代キルモリー伯爵フランシス・ニーダム（英語: Francis Needham, 1st Earl of Kilmorey、1748年4月5日 – 1832年11月21日）は、アイルランド王国出身の貴族、軍人、政治家。1798年アイルランド反乱で政府軍を率いてアイルランドを転戦したが、ビネガー・ヒルの戦いで到着が遅れたため反乱軍の包囲殲滅に失敗したことで知られる。本国では1806年から1818年まで庶民院議員を務めた。

## 生涯

### アイルランド反乱以前
第10代キルモリー子爵ジョン・ニーダムと妻アン（Anne、旧姓ハールストン（Hurleston）、1708年ごろ – 1786年8月9日、ジョン・ハールストンの娘）の息子として、1748年4月5日に生まれた。長兄トマスは1773年に生涯未婚のまま死去しており、次兄ロバートが家督を継承して第11代キルモリー子爵となった。
1762年12月17日、イギリス陸軍に入隊して、コルネット（騎兵少尉）として第18竜騎兵連隊に配属された。1765年に第1竜騎兵連隊に転じ、1771年4月1日に中尉に昇進した。1774年5月、第17竜騎兵連隊の大尉に昇進した。アメリカ独立戦争では連隊とともにアメリカに渡ってニューヨーク・ニュージャージー方面作戦、バージニア戦役に参戦、1781年7月7日に第76歩兵連隊の少佐に昇進した。1781年のヨークタウンの戦いで捕虜になり、1783年の終戦に伴い半給となった。直後に第80歩兵連隊への辞令を購入し、同年に第104歩兵連隊の中佐に昇進、さらにグレナディアガーズに転じた。1793年12月21日に国王ジョージ3世のエー＝ド＝カン（副官）に任命され、同時に大佐に昇進した。1794年よりフランス革命戦争のフランドル戦役に参戦したほか、1795年のフランス侵攻ではキブロン湾とユー島への遠征に加わった、1795年2月27日に少将に昇進した。同年4月よりアイルランドでの本部勤務となった。

### 1798年アイルランド反乱
1798年アイルランド反乱では1798年6月9日のアークローの戦いで政府軍を率いて戦ったことが知られる。この戦闘において、ニーダムは自軍1,600人をアークローの町の東側と西側に配置して、その間にある主要道路にユナイテッド・アイリッシュメン反乱軍が通ると砲火を浴びせられるようにした。実際に5千から9千とされる反乱軍がその道路を通り、ニーダム軍の右翼を攻撃しようとしたが、ニーダム軍がぶどう弾を使用するなど火力で上回ったこともあり、数時間にわたる激戦の末反乱軍は撃退された。この戦いでニーダムは反乱軍によるダブリンへの進撃を阻止した。
同じく1798年6月のビネガー・ヒルの戦いではジェラード・レイク将軍が5個中隊を派遣して、ビネガー・ヒルで野営している反乱軍を包囲した。ニーダムはそのうちの1個中隊を率いて包囲に加わる予定だったが、到着が遅れたため包囲網に穴が開き、反乱軍の撤退を許してしまった。この出来事でニーダムは同僚の間でthe late General Needhamというあだ名がつけられることとなった。
直後にウィックロー峠での戦闘でも到着が遅れており、第2代シャノン伯爵リチャード・ボイルは「このニーダムという奴はいつも遅刻ばかり」と親族への手紙で愚痴を漏らした。さらにビネガー・ヒルでわざと敵軍を見逃したと噂されるに至り、ニーダムは自軍が長い行軍で疲れたと弁護した。また『オックスフォード英国人名事典』によれば、ウィックロー峠での戦闘では歩兵が遅れたものの、騎兵を先に派遣して間に合わせたという。
ニーダム自身は以降も昇進を続け、1802年に中将に昇進、1810年に第86歩兵連隊隊長に就任、1812年に大将に昇進した。

### 政界において
1806年イギリス総選挙でニューリー選挙区から出馬した。キルモリー子爵家はニューリーとその周辺に多くの領地を所有していたが、不在地主だったため影響力が若干減退し、ダウンシャー侯爵家も無視できない勢力となっていた。実際に1802年の総選挙ではダウンシャー侯爵夫人メアリー・ヒルが現職議員ジョン・ムーアへの支持を取り下げたことでその対立候補アイザック・コリーが当選した。しかし1806年の総選挙までにニーダムが時折ニューリー近くに泊まるようになり、影響力を取り戻したほか、政権交代でグレンヴィル内閣が成立したなど情勢が変わった。これによりダウンシャー侯爵夫人は内閣の黙認のもとコリーと協議して、侯爵夫人がニューリーでコリーを支持し、コリーが落選した場合はほかの選挙区で当選させることとし、その代償としてコリーは侯爵夫人の政敵カースルレー子爵との繋がりを断ち、キルモリー子爵家と対立するうとした。こうして、カトリック解放に賛成するコリーがダウンシャー侯爵夫人と内閣の支持を得て、カトリック解放に反対するニーダムと一騎討ちする形となり、結果はニーダム142票、コリー121票でキルモリー子爵家の勢力の強さが証明される形となった。ただし、莫大な選挙費を費やした結果でもあった。
1807年イギリス総選挙では再び政権交代があり、第2次ポートランド公爵内閣の支持を受けたニーダムは168票対コリー121票で再選した。1812年イギリス総選挙では相次ぐ政権交代においてニーダムが常に政府を支持したことにカトリック信者が不満を感じ、親カトリックのホイッグ党員ジョン・フィルポット・カランを候補に出した。カランはダウンシャー侯爵夫人から支持されたが、コリーは自身が三たび選ばれなかったことに不満を感じてニーダム支持に転じた。結果としては内閣とコリーの支持を受けたニーダムが353票対148票で再選した。カランはカトリック陣営の分裂を敗因として挙げたが、いずれにせよキルモリー子爵家の影響力は決定的であり、1818年イギリス総選挙とニーダムの爵位継承に伴う1819年の補欠選挙ではニーダム自身と長男がそれぞれ無投票で当選した。
庶民院ではおおむね政府を支持したが、カトリック解放については選挙活動のときと違い、賛成票を投じた採決と反対票を投じた採決が存在した。演説の記録は1816年6月の1回だけだった。1818年11月30日に兄ロバートが死去すると、キルモリー子爵位を継承した。
1822年1月12日、アイルランド貴族であるキルモリー伯爵とダウン県におけるニュアリー＝モーン子爵に叙された。叙爵を記念して、シュロップシャーのアダーリーの教区教会にあるキルモリー礼拝堂を修復した（ニーダム家が15世紀より所有していたシャヴィントン・ホール（Shavington Hall）はアダーリーにあった）。以降はアイルランド貴族代表議員への選出を目指したが実現しなかった。

### 死去
1832年11月21日にシャヴィントン・ホールで死去、アダーリーで埋葬された。息子フランシス・ジャックが爵位を継承した。
ニーダムの手紙はイギリス国立公文書館とアイルランド国立公文書館に現存する。

## 人物
陸軍での部下と領地での借地人の間で人気があった。

## 家族
1787年2月20日、アン・フィッシャー（Anne Fisher、1816年10月29日没、トマス・フィッシャーの娘）と結婚、2男8女をもうけた。
- フランシス・ジャック（英語版）（1787年12月12日 – 1880年6月20日） - 第2代キルモリー伯爵[3]
- フランシス・マーガレッタ・アン（1789年2月8日 – 1789年3月17日[13]）
- アンナ・マリア・エリザベス（1790年3月23日 – 1866年5月29日） - 1816年6月20日、ヘンリー・コケイン＝カスト閣下（Hon. Henry Cokayne-Cust、1780年9月28日 – 1861年5月19日、初代ブラウンロー男爵ブラウンロー・カストの息子）と結婚、子供あり[13][14]
- アミーリア（1791年 – 1860年12月25日[13]）
- フランシス・エリザベス（1792年7月2日 – 1890年11月22日） - 1825年6月16日、ジョージ・ポウェル・ヒギンソン（George Powell Higginson、1866年4月19日没）と結婚[13]
- セリナ（1794年7月5日 – 1876年1月10日） - 1817年7月5日、オーランド・ヘンリー・ブリッジマン閣下（Hon. Orlando Henry Bridgeman、1794年5月6日 – 1827年8月28日、初代ブラッドフォード伯爵オーランド・ブリッジマンの息子）と結婚、子供あり[13][15]
- ジョージアナ（1795年9月6日 – 1888年12月1日[13]） - 生涯未婚[16]
- アリシア・メアリー（1796年12月5日 – 1885年1月31日） - 1836年7月6日、サミュエル・エリス・ブリストー（Samuel Ellis Bristowe、1855年没）と結婚[13]
- フランシス・ヘンリー・ウィリアム（1799年3月15日 – 1868年3月24日[13]）
- メイベラ・ジョセフィーン（Mabella Josephine、1801年11月22日[13] – 1899年11月16日[16]） - 1822年2月12日、ジョン・ヘンリー・ノックス（英語版）閣下（1788年7月26日 – 1872年8月27日、初代ランファーリー伯爵トマス・ノックスの息子）と結婚、子供あり[17]